# فوكسهال بي كين
فوكسهال بي كين (بالإنجليزية: Foxhall P. Keene)‏ مواليد 18 ديسمبر 1867 في سان فرانسيسكو - الوفاة 25 سبتمبر 1941 في أيرز كليف، كان لاعب كرة مضرب أمريكي. سبق أن شارك في دورة الألعاب الأولمبية الصيفية حيث حقق الميدالية الذهبية في أولمبياد سنة 1900.

## الميداليات
| الميدالية | المسابقة                       |
| --------- | ------------------------------ |
| ذهبية     | الألعاب الأولمبية الصيفية 1900 |

## روابط خارجية
- فوكسهال بي كين على موقع رابطة محترفي التنس (الإنجليزية)
- فوكسهال بي كين على موقع أوليمبيديا (الإنجليزية)